# Oméga David
Coulibaly Daouda, Alias
Oméga David, acteur comédien originaire de la Côte d'Ivoire, Née le 16 Mai 1959 À Mankono,  a commencé sa carrière avec « Rigolos d’Abobo » puis « Faut pas fâcher ». Ayant à son actif plus de quinze ans de carrière, le comédien a pu évoluer et se faire un nom dans le milieu du théâtre en Côte d’Ivoire. Oméga David a deux compagnes et déclare s’en accommoder à sa façon.

## Biographie
Coulibaly Daouda, alias Omega David, est un comédien originaire de Dabakala au nord de la Côte d'Ivoire. Il a fait ses années de collège au Lycée 3 de Daloa, où il assouvit ce désir au théâtre au sein de la troupe théâtrale de son établissement.
Dans les années 1980, le jeune Daouda commence à s’impliquer dans les arts du théâtre scolaire. Admirateur du comédien Adjé Daniel, il a voulu suivre ses traces.
En 1984, il participe au festival de théâtre de son école avec ses camarades de classe et remporte le Silver Award du meilleur acteur. Mais Omega David a de grandes idées. Après quelques années, il décide de passer le concours d'entrée à l'INA (Institut National des Arts, aujourd'hui INSAAC). Hélas, il n'a pas été accepté.
En 1985, il choisit le théâtre professionnel et fonde la troupe de théâtre « Experts ». Les comédiens Décothey, Adama Dahico et d'autres y ont fait leurs premiers pas et c'est Omega David qui leur apprend quelques techniques de scène. Plus tard, ils décident ensemble de former la troupe de théâtre «Abidjan Rigolos».
En 1988, après un casting, Omega David et ses amis de la troupe intègrent le spectacle humoristique «C'est la vie» animé par Georges Taï Benson. Depuis qu'il passe à la télévision, l'acteur a choisi de se faire appeler Omega David comme nom d'acteur.
Au début des années 1990, le talent d’Omega David se fait de plus en plus remarquer par son talent. Il lui est demandé de produire des émissions de radio comme «Allocodrome», animé dans le temps par Touré Abubakar et d'autres productions cinématographiques, dont le téléfilm de sensibilisation au SIDA «Sida dans la cité». Lors du tournage de cette série, une scène impliquant Omega David et Zumama a attiré l'attention du réalisateur Ngoan Arnold Steve. Qui lui a demandé de tourner la série «Faut pas fâcher».

## Distinctions
- Prix de Meilleur comédien à l’édition 2017 d’Abidjan Capitale du Rire[5].

## Filmographie
- 1993 : Faut pas fâcher
- 2007 : Un homme pour deux sœur
- 2010 : L'histoire d'une vie
- 2017 : Top Radio[6]

## Célébration de sa carrière
Le célèbre acteur et comédien ivoirien, décidé de célébrer ses 30 ans de carrière dans la commune d’Abobo dans le mois de mars 2017. Un moment important pour lui de fêter les évènements qui ont marqué sa carrière et de ses projets pour l’humour ivoirien,.